# Laura Tremosa Bonavía
Laura Tremosa Bonavía   (Espolla, 1937), és una enginyera industrial i feminista catalana, que va ser la segona dona catalana i la tercera espanyola a llicenciar-se en enginyeria industrial a la Universitat Politècnica de Catalunya. Políticament, va ser activista en el Partit Socialista Unificat de Catalunya, i membre destacat de l'organització de professionals del PSUC durant el franquisme. Va ser membre de l'Assemblea de Catalunya.

## Activitat professional
Va seguir la professió del seu pare que era enginyer, si bé va voler espavilar-se pel seu compte per trobar feina després de 8 anys d'estudis universitaris on va ser l'única noia de la promoció. Va tenir dificultats per poder treballar d'enginyera, una activitat considerada exclusivament per homes, i va poder entrar a treballar a una oficina tècnica. En aquest període va tenir els seus quatre fills amb un company de promoció amb qui s'havia casat tot just acabar la carrera. D'aquí va passar a dirigir la revista Mundo Industrial, un fet que la vincularia al món editorial com la seva activitat principal.
L'any 1979 deixa la revista i va a treballar a l'ajuntament de Badalona per a encarregar-se de temes mediambientals. L'alta concentració d'indústries de la ciutat i l'absència de legislació mediambiental de l'època preocupaven l'ajuntament que decideix contractar-la com a cap de serveis de control de medi ambient. Després de 4 anys, deixa l'ajuntament i torna al món editorial en una revista sobre CAD-CAM. Posteriorment llença una revista de robòtica i entra a l'editorial Cetisa, en el consell assessor de la publicació Automática e Instrumentación.
L'any 2002 entra a treballar al Fòrum Universal de les Cultures, que es va celebrar a Barcelona l'any 2004, com a cap de publicacions, i com a responsable d'organització de 50 congressos que formaven part de l'esdeveniment.
Després de la seva jubilació va seguir escrivint articles tècnics per la publicació d'automàtica de la qual havia format part.

## Activitat política
Durant el franquisme, va ser activista i membre destacada de l'organització de professionals dins del comitè central del Partit Socialista Unificat de Catalunya (PSUC). Va ser membre de l'Assemblea de Catalunya i una dels 113 detinguts el 28 d'octubre de 1973 a l'església de Santa Maria Mitjancera, que van acabar a la presó.
Després de la mort del dictador, va ser una de les organitzadores de les primeres “Jornades Catalanes de la Dona” l'any 1976, un acte que va ser punt d'inflexió del feminisme a Catalunya. L'any següent, publica "La problemàtica feminista" a la revista Nous Horitzonts.
Va formar part de la Comissió Nacional per a l'Alliberament de la Dona que l'any 1978 organitzava el PSUC per a incorporar la causa feminista i per a fixar polítiques pels càrrecs electes al Parlament i als ajuntaments.
A les primeres eleccions democràtiques de l'any 1977 va participar en mítings juntament amb altres dones com Marina Subirats, Montserrat Roig o M. Dolors Calvet, entre d'altres. L'any 1980 va formar part de la llista del PSUC per Barcelona a les Eleccions al Parlament de Catalunya de 1980.

## Algunes publicacions
- La robòtica a la indústria catalana. Amb Daniel Crespo. Editor Catalunya. Departament d'Indústria i Energia. Contribuidores Equip de Redacció de Revista de Robòtica, Associació Espanyola de Robòtica. Secció Territorial de Catalunya. Ed. Generalitat de Catalunya, Dep. d'Indústria i Energia, 139 pàg. ISBN 8439311761, ISBN 9788439311768 (1989)
- La Dona davant el desafiament tecnològic. Vol. 2 d'ICÀRIA vuit de març. Edició il·lustrada d'Icària Editorial, 78 pàg. en línia[Enllaç no actiu] ISBN 8474261198, ISBN 9788474261196 (1986)